# TLN2
تالین ۲ (انگلیسی: Talin 2) یک پروتئین است که در انسان توسط ژن «TLN2» کُدگذاری می‌شود. این پروتئین متعلق به خانوادهٔ تالین‌هاست و نقش مهمی در ساخت ریزرشته‌های اکتین ایفا می‌کند.
تالین ۲ به میزان زیادی در ماهیچه‌های بافت قلب بیان می‌شود و پیوندی میان ماتریکس برون‌یاخته‌ای و اکتین در محلِ ساختار کوستامر ایجاد می‌کند و موجب انتقال جانبی نیرو در آنجا می‌شود.
این پروتئین ۲۷۱٫۴ کیلو دالتون وزن دارد و از ۲۵۴۲ اسید آمینه تشکیل شده‌است.

## اهمیت بالینی
در بیماران مبتلا به «صرع لوب تمپورال»، سطح تالین ۲ در مایع مغزی-نخاعی افزایش می‌یابد، حال آنکه تالین ۲ در افراد غیر صرعی اصلاً در مایع مغزی-نخاعی وجود ندارد. همچنین در بیمارانی که به‌دنبال انسفالوپاتی‌ها دچار صرع می‌شوند و به درمان دارویی مقاوم هستند، سطح تالین ۲ در مایع مغزی-نخاعی بالا و به همان اندازه در سرمِ خون پائین است. این داده‌ها نشان می‌دهد که تالین ۲ می‌تواند نشانگر زیستی خوبی برای صرع باشد و شاید هم ارتباطی با بروز آن داشته باشد.
تالین ۲ احتمالاً از طریق «miR ۱۳۲» در تنظیم چسبندگی سلول‌ها در سرطان پروستات نقش دارد.

## تعامل‌ها
تالین ۲ با مولکول‌های زیر تعامل پروتئین-پروتئین دارد:
- CD61[۹][۱۰]
- اینتگرین بتا ۱[۱۱]
- PTK2[۱۲][۱۳]

## برای مطالعهٔ بیشتر
- Anthis NJ, Wegener KL, Critchley DR, Campbell ID (Dec 2010). "Structural diversity in integrin/talin interactions". Structure. 18 (12): 1654–66. doi:10.1016/j.str.2010.09.018. PMC 3157975. PMID 21134644.
- Shoeman RL, Hartig R, Hauses C, Traub P (2002). "Organization of focal adhesion plaques is disrupted by action of the HIV-1 protease". Cell Biology International. 26 (6): 529–39. doi:10.1006/cbir.2002.0895. PMID 12119179.
- Critchley DR, Holt MR, Barry ST, Priddle H, Hemmings L, Norman J (1999). "Integrin-mediated cell adhesion: the cytoskeletal connection". Biochemical Society Symposium. 65: 79–99. PMID 10320934.
- Di Paolo G, Pellegrini L, Letinic K, Cestra G, Zoncu R, Voronov S, Chang S, Guo J, Wenk MR, De Camilli P (Nov 2002). "Recruitment and regulation of phosphatidylinositol phosphate kinase type 1 gamma by the FERM domain of talin". Nature. 420 (6911): 85–9. doi:10.1038/nature01147. PMID 12422219.
- Zemljic-Harpf A, Manso AM, Ross RS (Dec 2009). "Vinculin and talin: focus on the myocardium". Journal of Investigative Medicine. 57 (8): 849–55. doi:10.2310/jim.0b013e3181c5e074. PMC 2810504. PMID 19952892.
- Ling K, Doughman RL, Firestone AJ, Bunce MW, Anderson RA (Nov 2002). "Type I gamma phosphatidylinositol phosphate kinase targets and regulates focal adhesions". Nature. 420 (6911): 89–93. doi:10.1038/nature01082. PMID 12422220.
- Xiao F, Chen D, Lu Y, Xiao Z, Guan LF, Yuan J, Wang L, Xi ZQ, Wang XF (Feb 2009). "Proteomic analysis of cerebrospinal fluid from patients with idiopathic temporal lobe epilepsy". Brain Research. 1255: 180–9. doi:10.1016/j.brainres.2008.12.008. PMID 19109932.
- Critchley DR (Nov 2004). "Cytoskeletal proteins talin and vinculin in integrin-mediated adhesion". Biochemical Society Transactions. 32 (Pt 5): 831–6. doi:10.1042/BST0320831. PMID 15494027.
- Vyas YM, Maniar H, Dupont B (Apr 2002). "Cutting edge: differential segregation of the SRC homology 2-containing protein tyrosine phosphatase-1 within the early NK cell immune synapse distinguishes noncytolytic from cytolytic interactions". Journal of Immunology. 168 (7): 3150–4. doi:10.4049/jimmunol.168.7.3150. PMID 11907066.